# Afonso IV de Aragão
Afonso IV (Nápoles, 2 de novembro de 1299 – Barcelona, 24 de janeiro de 1336), apelidado de "o Benigno", foi o Rei de Aragão e das Coroas Aragonesas de 1327 até sua morte. Era o segundo filho do rei Jaime II e sua segunda esposa Branca de Anjou.

## Reinado

### Coroação
O processo seguido quando um novo rei ascendia ao trono tinha agora se estabilizado: o reinado de fato começava ao tomar os juramentos costumeiros em Barcelona, depois do que a coroação em Aragão dava início ao reinado de direito. Por conseguinte, Afonso passou o Natal em Barcelona, onde prometeu observar os privilégios da Catalunha e recebeu a homenagem de seus súditos por seus feudos. No início de 1328, ele foi a Saragoça, onde aconteceu sua coroação com um esplendor sem precedentes. Embaixadores de Castela, de Boêmia e de Granada, nobres da França e da Espanha, em meio a um saguão de sua própria nobreza, atenderam a uma sucessão de festividades que foi concluída com uma assembleia das Cortes na qual o rei confirmou as leis e os privilégios de Aragão.

### Política externa
Afonso já tinha se envolvido nos distúrbios que estavam então importunando Castela; Fernando IV tinha morrido, em 1312, deixando um filho com menos de dois anos de idade, Afonso XI, que assumiu as responsabilidades do governo, em 1325. Seu maior oponente era o infante João Manuel, sobrinho de Afonso X, que tinha apelado por ajuda ao rei de Aragão. Alguns barões aragoneses tiveram permissão para apoiá-lo, mas, ao mesmo tempo, o rei mandou embaixadores à corte castelhana para propor uma reconciliação entre os partidos em conflito. O resultado foi uma aliança entre os dois reis que também foi aceita pelo rei de Portugal, e as reivindicações do infante João foram postas de lado; pelo casamento de Afonso IV e Leonor de Castela, irmã do rei castelhano, a aliança foi novamente confirmada, e propostas foram feitas para uma ação conjunta contra o rei de Granada. Afonso foi a Valência para supervisionar pessoalmente os preparos para a guerra, fez as pazes com o rei de Tremecen na África Setentrional, e recebeu do Papa uma concessão do dízimo eclesiástico por dois anos; mas sua intenção de guerrear pessoalmente contra os mouros foi impedida por uma revolta na Sardenha, em 1330, e tudo que ele pôde fazer foi mandar uma frota de doze galés contra o litoral do inimigo e conceder permissão às ordens de cavalaria em seu reino para se juntarem ao rei de Castela, que teve uma vitória brilhante sobre os mouros, em 1330, e firmou um armistício por um ano. Todavia, antes desse período expirar, os mouros invadiram Valência repentinamente, conseguiram o apoio dos habitantes mouriscos na parte sul do reino, e começaram a sitiar Alicante, o qual foi aliviado pelas medidas enérgicas de Afonso. Em 1332, uma grande força mourisca também apareceu em Elche, mas, desta vez, foi oferecida uma resistência mais bem-sucedida, e a presença do rei obrigou os mouros a bater apressadamente em retirada.
Afonso, contudo, não estava em posição de se dedicar a esta vantagem, a despeito das petições do rei de Castela. A maior parte de suas forças foram requeridas para subjugar uma revolta formidável na Sardenha. Os habitantes genoveses da ilha se mostraram muito rebeldes sob o novo governo que tentava reprimir seus antigos hábitos desordeiros, e uma querela entre certos nobres terminou numa demonstração contra os oficiais do rei em Sassari. O rei então ordenou que todos os habitantes sardenhos e estrangeiros da cidade deixassem-na e tomassem serviço sob outros súditos da Coroa de Aragão. Então estourou a guerra entre os genoveses e os catalães, em 1329, e o conde de Malaspina, que estivera bastante envolvido nos distúrbios em Sassari, tomou o lado dos rebeldes. Os catalães procederam em devastas as costas genovesas, resultando na união dos dois partidos políticos em Gênova contra seu inimigo comum, em 1331, e então começou uma longa guerra marítima entre Gênova e Aragão, a qual foi mais uma disputa por supremacia comercial do que pela posse da Sardenha essencialmente. O atrito tinha começado com a conquista da Sicília pelos aragoneses, que tinha dado uma extensão considerável ao comércio catalão no Mediterrâneo. A igualidade comparativa dos dois partidos, na ausência de um gênio naval como Rogério de Lauria, prolongou a guerra, a qual foi largamente confinada a incursões repentinas em litorais e portos, mas raramente veio a um conflito geral. Os genoveses podiam se orgulhar de seu sucesso na longa disputa com Pisa, enquanto que os catalães tinham a consciência de um número de vitórias navais, as quais induziram-nos a passar uma lei que capitão fugisse com uma galé de dois navios inimigos podia ser condenado à morte. Em 1331, a confiança catalã foi um tanto abalada pela aparição de uma frota genovesa de quarenta e cinco galés em sua costa, a qual incendiou vários navios, fez pilhagem, e ameaçou o rei de Aragão para um combate naval. Os catalães perseguiram seu inimigo até Maiorca, onde eles tinham se abrigado numa tempestade, mas quando o almirante genovês Grimaldi vogou para encontrá-los, os catalães consideraram que a prudência era a melhor parte da coragem. A falta de suprimentos então obrigou os genoveses a se retirar, mas, em seu caminho, eles puderam interceptar uma esquadra catalã vogando para a Sicília. Assim, a guerra continuou pelo ano seguinte, e não foi até o fim do reinado de Afonso que um armistício e um acordo de paz foram concluídos, os quais asseguraram a pacificação da ilha a um certo preço por algum tempo.

### Política interna
Os distúrbios internos durante o reinado de Afonso foram em grande parte por causa da liberalidade e da extravagância de seus antecessores, especialmente Jaime II, que não somente transferira cidades e distritos para seus filhos, mas também vendera certos rendimentos e direitos da Coroa para pagar suas dívidas. O resultado foi que o rendimento real foi muito reduzido no momento em que o dinheiro se tornou mais necessário que nunca. Quando se soube da notícia do compromisso de Afonso com Leonor de Castela, os nobres, receosos do caráter ambicioso e egoísta da infanta, se determinaram a impedir a alheação de outras partes do reino, e, nas Cortes de Daroca, em 1328, obrigaram Afonso a declarar que, pelos próximos dez anos, ele não cederia cidade, castelo ou qualquer outro lugar em Aragão, Catalunha, Valência, nem transferiria feudos ou direitos da Coroa.
Apesar disso, depois de seu casamento com Leonor, que fora prometida anos antes a seu irmão Jaime, ele deu a ela a cidade de Huesca e outros lugares, e, para o primogênito desta união, Fernando, deu a cidade de Tortosa, cujos habitantes foram obrigados a renunciar sua dependência imediata à Coroa. Outras cidades importantes, como Alicante, Guardamar e Albarracin, foram transferidas do mesmo modo. Uma transferência mais perigosa, uma vez que eram pontos importantes de fronteira. Entretanto, o rei persuadiu os barões a prometerem o reconhecimento da posse de Fernando. O único oponente foi um certo Ot de Moncada, que frisou o perigo para a Coroa e o caráter ilegal dessas doações. O rei, porém, estava inteiramente sobre a influência de sua esposa, um fato que aumentava a insatisfação entre a nobreza, enquanto que os hábitantes dos lugares que ele cedeu não tardavam em demonstrar seu descontentamento. Os valencianos até pegaram em armas para resistir aos oficiais do rei, e enviaram um de seus cidadãos mais distintos, Francisco de Vinatea, acompanhado de membros do conselho da cidade, para protestar. A delegação frisou que a atitude do rei implicava na separação de Valência de Aragão, uma possibilidade a qual ele e seus colegas estavam preparados para resistir até a morte.
Diz-se que a rainha teria dito a seu esposo no decorrer da discussão que seu irmão, o rei de Castela, teria decapitado qualquer súdito que ousasse se dirigir a ele sobre aquele assunto, mas Afonso respondeu que os aragoneses eram pessoas livres e não subjugados como os castelhanos, e, se eles o consideravam seu senhor, ele os considerava bons vassalos e companheiros. Ele então expôs sua disposição em revogar as várias doações que tinha feito, mas sua família permaneceu dividida, uma vez que o infante Pedro se opunha à rainha e ao partido dela, que chegou ao ponto de perseguir os partidários de Pedro. Com exceção das diputas sobre essas questões, o reino não foi perturbado durante a gestão de Afonso, mais talvez devido à sua apatia do que à sua moderação. Como herdeiro do trono, ele mostrara muita energia e bravura na conquista da Sardenha, mas após sua coroação, o evento mais brilhante de seu reinado, ele parece ter sido tomado por uma apatia que sugere o desenvolvimento de alguma doença, e ele se permitiu ser dominado excessivamente por influência feminina, que, no caso de sua segunda esposa, Leonor de Castela, foi inteiramente arbitrária e egoísta. Mas ele parece ter se preocupado em governar como um monarca constitucional, e seu cognome representou justamente a apreciação genuína de seus súditos. Ele morreu em Barcelona, aos 36 anos de idade. Seu corpo foi enterrado no mosteiro franciscano da cidade, tendo sido posteriormente transferido para o de Lérida.

## Casamentos e descendentes
Afonso foi casado duas vezes. Sua primeira esposa foi Teresa de Entenza, condessa de Urgel, com quem se casou em 10 de novembro de 1314, em Lérida. Dessa união, nasceram sete filhos:
- Afonso (1315-Barcelona, 1317);
- Constança (1318-Montpellier, 1346), que casou com Jaime III de Maiorca;
- Pedro (Balaguer, 5 de setembro de 1319 - Barcelona, 5 de janeiro de 1387), rei de Aragão;
- Jaime (1321 - Barcelona, 15 de novembro de 1347), conde de Urgel;
- Isabel (Saragoça, 1323-1327);[3]
- Fadrique (*1325), morto jovem;
- Sancho (Saragoça, 28 de outubro de 1327 - novembro ou dezembro de 1327)

Teresa morreu um dia após dar à luz e cinco dias antes de Afonso ser coroado rei.
Em 5 de fevereiro de 1329–, em Tarragona, Afonso casou pela segunda vez, agora com a infanta Leonor de Castela, outrora noiva de seu irmão Jaime. Afonso e Leonor tiveram dois filhos:
- Fernando (11 de dezembro de 1329 - Burriana, julho de 1363);
- João (1334 - Bilbao, junho de 1358).